# Julius Weil
Julius Weil (auch Weyl; * 28. April 1847 in Krossen a. d. Oder; † nach 1930) war ein deutscher Jurist und Schriftsteller.

## Leben
Julius Weil war Sohn eines Kaufmanns in Krossen. Er studierte Philosophie und Jura in Berlin und Heidelberg und promovierte im Alter von 20 Jahren am 9. Mai 1867 an der Universität Heidelberg zum Doktor der Rechte. Von 1869 bis 1874 arbeitete er am Stadt- und Kammergericht in Berlin. Ab 1874 lebte er als Richter in Breslau, betätigte sich aber auch poetisch und kunstkritisch. Ende 1888 wurde er Landgerichtsrat am Breslauer Landgericht. Seit 1900 wohnte er in Kleinburg im Stadtkreis Breslau. 1909 wurde ihm der Titel Geheimer Justizrat verliehen, und 1911 trat er in den Ruhestand.
1914 wurde er in den Stadtrat von Breslau gewählt.
1930 erscheint er noch mit seiner Ehefrau auf einer Liste des Breslauer Synagogenvereins. Sein weiteres Schicksal ist unbekannt.
Seine Frau Martha Weil (geborene Borinski, * 16. Mai 1860) wurde am 15. Juni 1942 von der Gestapo aus der Jacoby’schen Heil- und Pflegeanstalt in Sayn (heute Bendorf) in einem Zug ab Koblenz in das Vernichtungslager Sobibor transportiert und dort ermordet.

## Werke
Julius Weil ist vor allem bekannt für seinen Artikel
- Die Frauen im Recht: Juristische Unterhaltungen am Damentisch, Verlag Elwin Staude, Berlin 1872[9]

In dem Artikel fordert Weil die grundsätzliche rechtliche Gleichstellung der Geschlechter. Er differenziert dabei zwischen sozialpolitischer und rechtlicher Stellung der Frau.
Daneben stammen folgende Schriften von ihm:
- Waldtrauer – Ein Liebessang, Roman, Hausfreund-Expedition, Verlag E. Graetz, 1872
- Feuilletonistenfahrten, 1877.
- Amor in der Volksküche, Lustspiel, 1879.
- Die Schwestern, Schauspiel, 1879.
- Zur Weihnachtszeit: Märchen und Geschichten für grosse Kinder, Verlag C. Reissner, Leipzig 1881.
- Der Spekulant, Novelle,[12]
- Unser Rudolf (Eine heitere Familienchronik), 1890.
- Der verlorene Sohn, Novellette. Monatszeitschrift Nord und Süd, 58. Band, Schlesische Buchdruckerei, Breslau 1891, S. 392–397[13]
- Die goldene Villa, Roman, Verlag Pierson, Dresden, Leipzig, Berlin, 1897.
- Nachfolger, Roman, Breslau 1898.
- Töchter (Jdyllen), Verlag S. Schottlaender, Breslau, 1898.
- Die Subalternen, Roman, Deutsches Verlagshaus Bong et Co, Berlin, Leipzig, Wien, Stuttgart, 1899.
- Die klugen Frauen!, Verlag S. Schottlaender, Breslau, 1899.
- Das Recht zu lieben und andere Novellen, Verlag Reclam, Leipzig 1902.